# هاريسون جيلبرتسون
هاريسون جيلبرتسون (بالإنجليزية: Harrison Gilbertson)‏ هو ممثل أسترالي، ولد في 29 يونيو 1993 بأديلايد في أستراليا.

## أعمال

### أفلام
- (2014) نيد فور سبيد[4][5]
- (2018) تطوير

## وصلات خارجية
- هاريسون جيلبرتسون على موقع IMDb (الإنجليزية)
- هاريسون جيلبرتسون على موقع ألو سيني (الفرنسية)
- هاريسون جيلبرتسون على موقع قاعدة بيانات الفيلم (الإنجليزية)